# Friedrich Hess (Heimatforscher)
Friedrich Hess (auch Friedrich Heß; * 5. Dezember 1883 in Wien; † 27. Jänner 1945 in Horn) war ein niederösterreichischer Heimatforscher.
Hess war durch seinen Vater Schweizer Staatsbürger. Beruflich arbeitete er als Chemiker. Von 1931 bis 1945 lebte er in Thunau am Kamp. In dieser Zeit schuf er den Grundstock für die Urgeschichtssammlung des im Jahre 1898 gegründeten Heimatmuseums des Marktes Gars am Kamp. Von den zahlreichen Funden ist vor allem das umfangreiche Silexinventar eines  spätpaläolithischen Jägerhaltes von Bedeutung. Hess entdeckte diesen Nachweis einer für Niederösterreich nur selten nachgewiesenen Kulturstufe auf dem Stranitzberg bei Zitternberg. Die Untersuchung und Auswertung dieser Lokalität sind noch nicht abgeschlossen. Von Hess stammt auch der Fund eines spätneolithischen, 8,9 cm langen Sichelmessers aus Baiersdorfer Platten-Hornstein, das er auf dem Stranitzberg in der Flur Goling sicherstellen konnte. Kupferzeitliche Sicheln gehören in Niederösterreich zu den Seltenheiten.

## Schriften
- Die Nähnadel. Von der Knochennadel der älteren Steinzeit bis zum heutigen Großbetriebe. Gars 1926.